# Ambrož pod Krvavcem
Ambrož pod Krvavcem je naselje v Občini Cerklje na Gorenjskem.